# قطعنامه ۹۸ شورای امنیت
قطعنامه ۹۸ شورای امنیت سازمان ملل متحد که در تاریخ ۲۳ دسامبر ۱۹۵۲ تصویب شد، سندی بین‌المللی دربارهٔ مسئلهٔ هند-پاکستان است. این قطعنامه طی نشست ۶۱۱ام با ۹ موافق، ۰ مخالف و ۲ ممتنع تصویب شد.